# Andrew Lincoln
Andrew Lincoln, właśc. Andrew James Clutterbuck (ur. 14 września 1973 w Londynie) – brytyjski aktor.

## Życiorys
Gdy miał 10 lat, jego rodzina przeprowadziła się do Bath, gdzie uczęszczał do Beechen Cliff School. Po ukończeniu szkoły średniej dostał się do Royal Academy of Dramatic Art. Podczas studiów dokonał zmiany nazwiska.
Zadebiutował w 1994, kiedy to zagrał epizodyczną rolę w emitowanym przez brytyjski Channel 4 serialu Drop the Dead Donkey. Przełom w jego karierze nastąpił, kiedy wcielił się w postać Edgara Cooka w nadawanej przez BBC produkcji This Life. Wkrótce zaczął regularnie występować w brytyjskich produkcjach telewizyjnych. Popularność przyniosły mu role nauczyciela Simona Caseya w Nauczycielach oraz wykładowcy uniwersyteckiego i psychologa Roberta Bridge'a w produkcji Życie po życiu.
Pojawił się w różnych produkcjach kinowych i telewizyjnych, m.in. w dramacie Human Traffic (1999) i komedii romantycznej To właśnie miłość (2003). W 2009 zagrał Michaela Collinsa w dramacie fabularnym o lądowaniu Apollo 11 na Księżycu pt. Lot na Księżyc. Rok później u boku Vanessy Paradis wystąpił w filmie Heartbreaker. Licencja na uwodzenie oraz w serialu Kontra: Zemsta. W kwietniu 2010 został obsadzony w głównej roli, policjanta Ricka Grimesa, w amerykańskim serialu Żywe trupy.
W 1998 roku zadebiutował na deskach Bush Theatre w Londynie wcielając się w rolę Joe w sztuce Sugar Sugar. Kolejne lata przyniosły role w sztukach takich jak Hushabye Mountain, Blue/Orange, w której grał dwukrotnie na scenach w Cottesloe Theatre i Duchess Theatre, oraz dwie sztuki w Almeida Theatre, The Late Henry Moss w 2006 roku i Parlour Song w 2009 roku. Od tego czasu aktor nie grał w teatrach do 2020 roku, kiedy to powrócił jako Ebenezer Scrooge w spektaklu A Christmas Carol na deskach londyńskiego The Old Vic.

## Życie prywatne
W 2006 ożenił się z Gael Anderson, córką muzyka Jethro Tull Iana Andersona. Mają dwójkę dzieci, córkę Matildę i syna Arthura.

## Filmografia
| Filmy |                           |                                               |                    |                      |                               |
| Rok   | Tytuł oryginalny          | Tytuł polski                                  | Rola               | Uwagi                | Źródła                        |
| 1995  | Boston Kickout            | Przeklęty Boston                              | Ted                |                      | [ 2 ] [ 3 ] [ 4 ] [ 5 ]       |
| 1999  | A Man's Best Friend       | –                                             | mężczyzna          | film krótkometrażowy | [ 2 ] [ 3 ] [ 5 ]             |
| 1999  | Human Traffic             | –                                             | Felix              |                      | [ 2 ] [ 3 ] [ 4 ]             |
| 2000  | Gangster No. 1            | Gangster numer jeden                          | Maxie King         |                      | [ 2 ] [ 3 ] [ 4 ] [ 5 ]       |
| 2000  | Offending Angels          | –                                             | Sam                |                      | [ 2 ] [ 3 ] [ 4 ] [ 5 ]       |
| 2000  | Fixated                   | –                                             | Andy               | film krótkometrażowy | [ 2 ]                         |
| 2001  | Understanding Jane        | Zrozumieć Jane                                | Party Stonehead 1  |                      | [ 2 ] [ 5 ]                   |
| 2003  | Love Actually             | To właśnie miłość                             | Mark               |                      | [ 2 ] [ 3 ] [ 4 ]             |
| 2004  | Enduring Love             | Przetrzymać tę miłość                         | producent TV       |                      | [ 2 ] [ 3 ] [ 4 ]             |
| 2006  | These Foolish Things      | W cieniu matki                                | Christopher Lovell |                      | [ 2 ] [ 3 ] [ 4 ]             |
| 2006  | Comme t'y es belle!       | Jesteś taka piękna                            | Paul               |                      | [ 2 ] [ 3 ] [ 4 ]             |
| 2006  | Scenes of a Sexual Nature | Burza hormonów                                | Jamie              |                      | [ 2 ] [ 3 ] [ 4 ]             |
| 2008  | The Pro                   | –                                             |                    | film krótkometrażowy | [ 2 ] [ 3 ]                   |
| 2010  | L'Arnacœur                | Heartbreaker. Licencja na uwodzenie           | Jonathan Alcott    |                      | [ 2 ] [ 3 ] [ 4 ] [ 6 ]       |
| 2010  | Made in Dagenham          | –                                             | pan Clarke         |                      | [ 2 ] [ 3 ] [ 4 ]             |
| 2020  | Penguin Bloom             | Penguin Bloom: Niesamowita historia Sam Bloom | Cameron Bloom      |                      | [ 2 ] [ 3 ] [ 4 ] [ 7 ] [ 8 ] |

| Produkcje telewizyjne |                                             |                                        |                        |                                                                                           |                                 |
| Rok                   | Tytuł oryginalny                            | Tytuł polski                           | Rola                   | Uwagi                                                                                     | Źródła                          |
| 1994                  | Drop the Dead Donkey                        | –                                      | Terry                  | serial telewizyjny, odcinek: „Births and Deaths”                                          | [ 2 ] [ 5 ]                     |
| 1995                  | N7                                          | –                                      | Andy                   | niewyemitowany odcinek pilotażowy                                                         | [ 2 ] [ 5 ]                     |
| 1996                  | Over Here                                   | –                                      | Cappy                  | serial telewizyjny, 2 odcinki                                                             | [ 2 ] [ 5 ]                     |
| 1996                  | Bramwell                                    | –                                      | Martin Fredericks      | serial telewizyjny, odcinek: „The Return of the Betrayer”                                 | [ 2 ] [ 5 ] [ 9 ]               |
| 1996–1997             | This Life                                   | –                                      | Edgar „Egg” Cook       | serial telewizyjny, 32 odcinki                                                            | [ 2 ] [ 3 ] [ 5 ] [ 9 ]         |
| 1997                  | The Woman in White                          | Kobieta w bieli                        | Walter Hartright       | 2 odcinki                                                                                 | [ 2 ] [ 3 ] [ 4 ] [ 5 ]         |
| 2000                  | Bomber                                      | –                                      | kapitan Willy Byrne    | film telewizyjny                                                                          | [ 2 ] [ 5 ]                     |
| 2000                  | A Likeness in Stone                         | Postać w kamieniu                      | Richard Kirschman      | film telewizyjny                                                                          | [ 2 ] [ 3 ]                     |
| 2000–2001             | Shipwrecked                                 | –                                      | narrator               | serial telewizyjny, 27 odcinków                                                           | [ 2 ] [ 5 ]                     |
| 2001–2003             | Teachers                                    | Nauczyciele                            | Simon Casey            | serial telewizyjny, 20 odcinków, wyreżyserował także 2 odcinki                            | [ 2 ] [ 3 ] [ 5 ]               |
| 2003                  | Trevor's World of Sport                     | –                                      | Mark Boden             | serial telewizyjny, odcinek: „#1.1”                                                       | [ 2 ] [ 9 ]                     |
| 2003                  | State of Mind                               | Stan umysłu                            | Julian Latimer         | film telewizyjny                                                                          | [ 2 ] [ 3 ] [ 4 ] [ 5 ]         |
| 2003                  | The Canterbury Tales                        | Opowieści kanterberyjskie              | Alan King              | miniserial telewizyjny, odcinek: „The Man of Law's Tale”                                  | [ 2 ] [ 3 ] [ 5 ]               |
| 2004                  | Holby City                                  | Szpital Holby City                     | chłopak pacjentki      | serial telewizyjny, odcinek: „Letting Go”                                                 | [ 2 ]                           |
| 2004                  | Whose Baby?                                 | –                                      | Barry Flint            | film telewizyjny                                                                          | [ 2 ] [ 3 ]                     |
| 2004                  | Lie With Me                                 | –                                      | DI Will Tomlinson      | serial telewizyjny, 2 odcinki                                                             | [ 2 ] [ 3 ] [ 4 ] [ 5 ]         |
| 2005–2006             | Afterlife                                   | Życie po życiu                         | Robert Bridge          | serial telewizyjny, 14 odcinków                                                           | [ 2 ] [ 3 ] [ 4 ] [ 5 ]         |
| 2007                  | This Life + 10                              | –                                      | Edgar „Egg” Cook       | film telewizyjny                                                                          | [ 2 ]                           |
| 2008                  | Play or Be Played                           | –                                      | Joe                    | film telewizyjny                                                                          | [ 2 ]                           |
| 2009                  | Wuthering Heights                           | Wichrowe wzgórza                       | Edgar Linton           | serial telewizyjny, 2 odcinki                                                             | [ 2 ] [ 3 ]                     |
| 2009                  | The Things I Haven't Told You               | –                                      | DC Rae                 | film telewizyjny                                                                          | [ 2 ]                           |
| 2009                  | Moonshot                                    | Lot na Księżyc                         | Michael Collins        | film telewizyjny                                                                          | [ 2 ] [ 4 ] [ 5 ]               |
| 2010                  | Strike Back                                 | Kontra                                 | Hugh Collinson         | serial telewizyjny, 6 odcinków                                                            | [ 2 ] [ 3 ] [ 9 ]               |
| 2010–2018, 2022       | The Walking Dead                            | Żywe trupy                             | Rick Grimes            | serial telewizyjny, 120 odcinków                                                          | [ 2 ] [ 3 ] [ 4 ] [ 10 ] [ 11 ] |
| 2014                  | Tigers About the House                      | –                                      | narrator               | serial telewizyjny, 4 odcinki                                                             | [ 2 ]                           |
| 2017                  | Red Nose Day Actually                       | –                                      | Mark                   | krótkometrażowy film telewizyjny                                                          | [ 2 ] [ 3 ]                     |
| 2017                  | Robot Chicken                               | –                                      | Rick Grimes (głos)     | serial telewizyjny, odcinek: „The Robot Chicken Walking Dead Special: Look Who's Walking” | [ 2 ] [ 5 ]                     |
| 2018                  | Fear the Walking Dead                       | –                                      | Rick Grimes            | serial telewizyjny, odcinek: „What's Your Story?”                                         | [ 2 ] [ 5 ]                     |
| 2022                  | Guillermo del Toro's Cabinet of Curiosities | Gabinet osobliwości Guillermo del Toro | Edgar Bradley          | serial telewizyjny, odcinek: „The Murmuring”                                              | [ 2 ] [ 12 ]                    |
| 2024                  | The Walking Dead: The Return                | –                                      | (w roli samego siebie) | wydanie specjalne                                                                         |                                 |
| 2024                  | The Walking Dead: The Ones Who Live         | –                                      | Rick Grimes            | rola główna, także producent wykonawczy oraz współtwórca                                  | [ 2 ] [ 13 ] [ 14 ]             |

| Teatr     |                     |                  |                                                 |                  |        |
| Rok       | Tytuł oryginalny    | Rola             | Miejsce                                         | Uwagi            | Źródła |
| 1998      | Sugar Sugar         | Joe              | Bush Theatre                                    | debiut sceniczny | [ 1 ]  |
| 1999      | Hushabye Mountain   | Danny            | Hampstead Theatre                               |                  | [ 1 ]  |
| 2000–2001 | Blue/Orange         | Bruce            | Cottesloe Theatre (2000) Duchess Theatre (2001) |                  | [ 1 ]  |
| 2002      | Free                | Alex             | Loft (Lyttelton Theatre)                        |                  | [ 1 ]  |
| 2006      | The Late Henry Moss | Ray              | Almeida Theatre                                 |                  | [ 1 ]  |
| 2009      | Parlour Song        | Dale             | Almeida Theatre                                 |                  | [ 1 ]  |
| 2020      | A Christmas Carol   | Ebenezer Scrooge | The Old Vic                                     |                  | [ 1 ]  |

| Gry wideo |                                  |              |             |                       |              |
| Rok       | Tytuł oryginalny                 | Tytuł polski | Rola        | Uwagi                 | Źródła       |
| 2024      | Call of Duty: Modern Warfare III | –            | Rick Grimes | postać grywalna (DLC) | [ 2 ] [ 15 ] |

## Nagrody
| Rok  | Nagroda                          | Kategoria                                          | Produkcja   | Rezultat  |
| ---- | -------------------------------- | -------------------------------------------------- | ----------- | --------- |
| 2004 | BAFTA                            | Najlepszy telewizyjny debiut reżyserski (fikcja)   | Nauczyciele | Nominacja |
| 2011 | Saturn                           | Najlepszy aktor w serialu telewizyjnym             | Żywe trupy  | Nominacja |
| 2013 | Critics’ Choice Television Award | Najlepszy aktor w serialu dramatycznym             | Żywe trupy  | Nominacja |
| 2013 | Saturn                           | Najlepszy aktor w serialu telewizyjnym             | Żywe trupy  | Nominacja |
| 2014 | People's Choice Award            | Ulubiony antybohater telewizyjny                   | Żywe trupy  | Wygrana   |
| 2014 | People's Choice Award            | Ulubiony aktor w serialu sci-ficiton / fantasy     | Żywe trupy  | Nominacja |
| 2015 | Saturn                           | Najlepszy aktor w serialu telewizyjnym             | Żywe trupy  | Wygrana   |
| 2016 | Saturn                           | Najlepszy aktor w serialu telewizyjnym             | Żywe trupy  | Nominacja |
| 2016 | Teen Choice Award                | Ulubiony aktor w serialu fantasy / science-fiction | Żywe trupy  | Nominacja |
| 2017 | People's Choice Award            | Ulubiony aktor w serialu sci-fiction / fantasy     | Żywe trupy  | Nominacja |
| 2017 | Saturn                           | Najlepszy aktor w serialu telewizyjnym             | Żywe trupy  | Wygrana   |
| 2018 | Saturn                           | Najlepszy aktor w serialu telewizyjnym             | Żywe trupy  | Nominacja |
| 2018 | Kids' Choice Award               | Ulubiony aktor telewizyjny                         | Żywe trupy  | Nominacja |